# L'immaginario (Jean-Paul Sartre)
L'immaginario. Psicologia fenomenologica dell'immaginazione (L'Imaginaire), pubblicato in italiano in precedenza col titolo Immagine e coscienza. Psicologia fenomenologica dell'immaginazione, è un saggio filosofico di Jean-Paul Sartre. Propone il suo concetto fenomenologico di immaginazione e discute di ciò che l'esistenza dell'immaginazione dimostra sulla coscienza umana.

## Analisi
Nel libro Sartre sottolinea due punti principali. In primo luogo egli sostiene che, mentre alcuni credono che l'immaginazione sia una percezione interna, l'immaginazione non è una percezione. La percezione è il nostro studio di un certo oggetto con i nostri sensi. Ed è necessariamente incompleto, perché ad esempio si può vedere solo un lato di una sedia per volta, e non tutti.
Così, la percezione implica l'osservazione, invece l'immaginazione è totale. Nella sedia che immaginiamo nella nostra mente, abbiamo tutti i lati in una sola volta. Tuttavia, Sartre sottolinea che gli oggetti immaginari non ci possono insegnare nulla. La totalità della sedia che appare nella nostra mente viene da una sintesi della nostra conoscenza delle sedie e delle nostre intenzioni.
Ci aspettiamo che la sedia sia così o cosà, e di conseguenza nell'immaginazione ci appare in questo modo. Pertanto, Sartre definisce "quasi osservazione" ciò che accade quando immaginiamo qualcosa di immaginario. Gli oggetti immaginari sono "un miscuglio di impressioni passate e conoscenze recenti", cioè sono ciò che noi intendiamo che siano. Poiché gli oggetti immaginari ci appaiono in un modo che è che come la percezione ma che non è percezione, allora tendiamo a trattarli come se fossero veri. Si tende ad attribuire emozioni e tratti a questi oggetti, e a trattarli come se fossero reali.
In secondo luogo, in tutto il libro Sartre presenta argomenti contro il concepire le immagini come qualcosa di interno alla coscienza spaziale, riferendosi a questa idea come "illusione di immanenza". Sartre sostiene che perché possiamo immaginare, siamo ontologicamente liberi. Questa libertà costituisce uno degli argomenti sviluppati in seguito nel saggio L'essere e il nulla del 1943.

## Edizioni italiane
- Jean-Paul Sartre, Immagine e coscienza. Psicologia fenomenologica dell'immaginazione, traduzione di Enzo Bottasso, Collana Biblioteca di cultura filosofica n.6, Torino, Einaudi, 1948. - Reprints, Einaudi, 1976.
- Jean-Paul Sartre, L'immaginario. Psicologia fenomenologica dell'immaginazione, Nuova edizione a cura di Raoul Kirchmayr, Collana Piccola Biblioteca. Nuova serie, Torino, Einaudi, 2007, ISBN 978-88-061-6108-8.